# Motor molekularny
Motory molekularne to przedstawiciele szerokiej grupy maszyn molekularnych. Najogólniej dzielą się na syntetyczne, otrzymywane na drodze syntezy organicznej i badane w laboratoriach oraz naturalne, czyli biologiczne motory molekularne, będące elementami kierunkowego i celowego ruchu w komórkach żywych organizmów. 
Ogólnie mówiąc motor może być zdefiniowany jako urządzenie zużywające energię i konwertujące ją na ruch lub pracę mechaniczną. Przykładowo białka motoryczne wykorzystują energię chemiczną, w postaci energii Gibbsa uwalnianą podczas hydrolizy ATP, do wykonania pracy mechanicznej.
Motory molekularne znacząco przewyższają makroskopowe silniki budowane przez człowieka pod względem sprawności energetycznej, mimo że jako cząsteczki chemiczne, w przeciwieństwie do makroskopowych motorów, funkcjonują w otoczeniu innych cząsteczek (ulegając ruchom Browna). W środowisku tym fluktuacje związane z szumem termicznym są znaczne.

## Przykłady
Biologiczne motory molekularne:
- Białka motoryczne
  - Miozyna odpowiedzialna za kontrakcję mięśni
  - Kinezyna odpowiedzialna za przenoszenie elementów komórki po mikrotubuluach
  - Dyneina budująca aksonemę rzęsek i wici
- Polimerazy
  - Polimeraza RNA transkryptująca DNA na RNA
  - Polimeraza DNA katalizująca syntezę DNA w procesie replikacji
- Syntetyczne motory molekularne syntezowane przez chemików, np. przełączniki molekularne.